# Кавур
Кавур (итал. Cavour) је насеље у Италији у округу Торино, региону Пијемонт.
Према процени из 2011. у насељу је живело 2963 становника. Насеље се налази на надморској висини од 307 м.

## Становништво
| 1936. | 1951. | 1961. | 1971. | 1981. | 1991. | 2001. | 2011. |
| ----- | ----- | ----- | ----- | ----- | ----- | ----- | ----- |
| 6.244 | 5.817 | 5.199 | 5.043 | 5.085 | 5.226 | 5.283 | 5.568 |